# Anthoceros gemmifer
Anthoceros gemmifer là một loài rêu trong họ Anthocerotaceae. Loài này được Horik. mô tả khoa học đầu tiên năm 1929.